# Ferdinand Finne

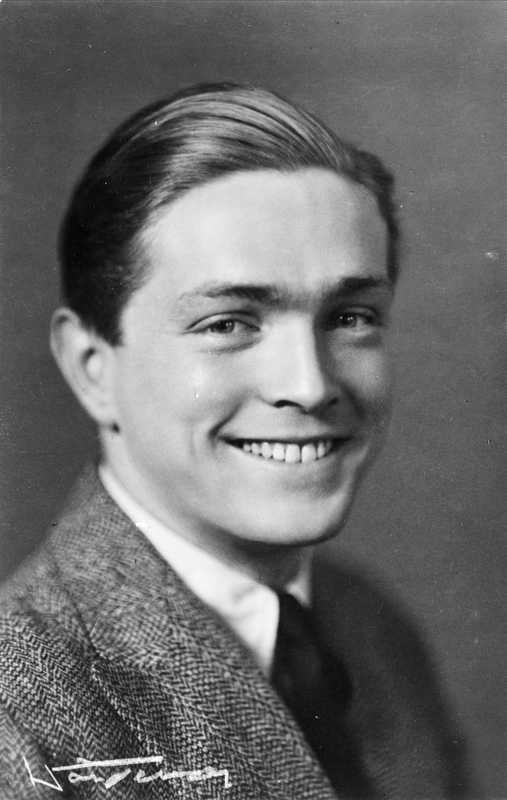
Ferdinand Finne

Ferdinand Oscar Finne (* 12. Oktober 1910 in Kristiania; † 31. Dezember 1999 in Oslo) war ein norwegischer Maler, Grafiker, Theaterdekorateur und Schriftsteller.

## Familie
Die Eltern Finnes waren der Advokat Severin Finne und seine Frau  Esther, Tochter des norwegischen Kaufmanns Ferdinand Julian Egeberg.

## Berufliche Laufbahn
Von 1935 bis 1938 entwarf Finne Kostüme am Norwegischen Nationaltheater. Er führte seine künstlerische Ausbildung während des Zweiten Weltkriegs unter Anleitung des österreichischen expressionistischen Malers Oskar Kokoschka in London fort. Danach studierte er an der Norwegischen Nationalen Kunstakademie in Oslo. Er ist Autor zahlreicher Artikel und Bücher zu kunstbezogenen Themen. Mit mehreren bildnerischen Werken ist er in der Norwegischen Nationalgalerie vertreten.

## Privatleben
Ferdinand Finne war zeitweilig mit dem Schauspieler Adolf Wohlbrück liiert, den er 1938 auf einer Zugfahrt kennengelernt hatte. 1946 trennte er sich von Wohlbrück, nachdem dieser eine Affäre mit dem Engländer Eugene Edwards begonnen hatte.

## Sonstiges
Finne wurde vom norwegischen König für sein „vielseitiges künstlerisches Wirken“ zum Ritter Erster Klasse des Sankt-Olav-Ordens ernannt. In seinen älteren Tagen ist er Mitglied in der Freimaurerloge St. Olaus zu den drei Säulen in Oslo geworden.